# 施達雄
施達雄（1940年—2016年），台灣彰化鹿港人，享年76歲。擔任中華基督教景美浸信會主任牧師35年，為牧師、教師、佈道講員與作家，畢生著書六十餘本。施達雄牧師於1976年與鄭叔善姊妹結婚，並共同育有一子，其為作家的施以諾博士。

## 出生與成長
出生於台灣三級貧戶(乃是最貧困的)基督教家庭的施達雄，是個遺腹子，出生時爸爸已不在，母親因為悲傷和營養不良並且要兼負扶養六個孩子的重責，一度差點流產，施牧師出生後身體就相當孱弱，一歲的時候生了一場大病並且一度沒了生命跡象。施母向人要了一個裝運燈飾的小木箱要做為這孩子的棺木，預備隔天要下葬。然而，因著內心的不捨，夜裡母親仍然抱著沒有氣息的孩子哭著思念已故的先生，並且親吻、搖著身上的孩子，悲哀地對主發出質問，但卻在哭號後湧出詩歌的旋律，便這麼唱著到了早晨。沒想到懷中的嬰孩居然有了溫度並且醒了開始呼吸，母親歡喜地為這孩子命名為「施達雄」，盼望他未來可以發達、雄壯。然而，清苦的生活並沒有抹滅施牧師的成長與性格，高中時施牧師因著天生的音感進入學校樂儀隊成為指揮，有老師刻意栽培施牧師教授他鋼琴，他回家自己拿紙筆畫了黑白鍵就這樣練出了一手好琴藝，並且老師也相當有把握施牧師可以考上師大音樂系。這是一個大好機會可以翻轉施達雄的人生與家境，然而他所信奉的上帝卻有出其不意的帶領。

## 蒙召與出道
在施達雄就讀高三的某個晚上，母親參加了一場培靈聚會，當日的講員是後來道生神學院的創辦人──李幫助牧師，她講了聖經中哈拿的故事，並呼召有沒有在場的婦人願意獻上自己的孩子作傳道人。施達雄的母親大受感動淚流滿面地舉手回應。施達雄自認身體弱無法作神的僕人，但教會長老鼓勵他好好尋求禱告的話卻常在他耳邊響起，施以諾記述父親這段蒙召的經歷如下：
「過沒幾天，施達雄晚上看《聖經》時，恰恰讀到＜以賽亞書＞第六章，講到上帝要以賽亞出來當先知的那一段，這時，施達雄心中忽然有個聲音對他說話，那個聲音很特別，既不是男聲，也不是女聲，只覺得聽來十分柔和且有力，不斷對他說：「如果我要你出來為我做事，你願意嗎？你願意像以賽亞那樣獻上自己給我用嗎？」……後來，他清楚知道這是上帝的呼召，於是便在心裡回應那聲音說：「主啊！我願意。」那一年，是西元一九五八年。」
因此，施達雄牧師於高中畢業後便報考了浸信會神學院，於浸信會神學院聖樂系畢業後，施達雄曾在台中的自由路浸信會作傳道師一年的時間，但因身體不好，便辭去傳道工作回老家養病。恢復健康的施達雄再次到浸信會神學院修習「神道學系」，並且再拿下第二個學位。由於當初讀聖樂系時，施達雄已旁聽了周聯華牧師任教的「講道法」，老師認為他過去表現良好，不須再修，直接做學分的抵免。
施達雄的講道是相當有名的，他牧會多年最喜愛的事奉仍是講道，他常被邀去各種節慶活動、佈道大會、培靈會甚至跨海到香港、馬來西亞等東南亞地區去講道，亦曾應「天韻詩班」的 邀請，擔任台灣全島巡迴詩歌佈道會的佈道講員。施達雄成為當時浸信會教會中的名嘴，甚至當時未開放給一般民眾的士林官邸「凱歌堂」也常常邀請施達雄前往證道傳講信息。但是，施達雄並不是天生麗質的宣講者，他的功力乃是靠努力累積而來的，施達雄預備講章的認真程度從他的辦公室就可以看見，資深會友描述施達雄的辦公室，座椅背後是一座充滿各種大小格子的櫃子，好像中藥行一樣，裡面全是他按照不同主題所蒐集的報章、雜誌剪紙或是從主領受的靈感信息寫下的卡紙。許多人說施達雄的講道是非常樸實且扎根的，相當生活化也有很多的例證，並且具有文字與對句之美，很容易讓聽者明白與記憶，也有相應的生活應用原則。而這位累積講道實力多年的牧者後來出了《如何準備講道》與《實用講道法》，都成為了許多神學院指定的教科書之一，並且施達雄也回到浸神教授「講道學」。牧會期間，施達雄也陸續出了許多講道集的著作，從中可以看到施達雄對道的用心以及對弟兄姊妹的真心。
施達雄在浸神神道學系畢業後就前往景美浸信會擔任牧職，並且在不到一年的時間就被教會案立為牧師，從起初十幾人的小教會一路牧養、裝備同工、佈道到將近三百人的教會，並且開拓了「中央浸信會」、「萬芳浸信會」與「陽明浸信會」。施達雄經手景美浸信會的兩次建堂，雖然期間曾有兩間海內外的神學院邀請他去擔任院長一職，也有當時台灣最有名氣的「第一浸信會」邀請他去作主任牧師，他都婉拒了，他堅守神給他的異象，每一步專心尋求神的心意，一輩子順服主的旨意栽在景美這塊土地，這一過便是35年。

## 事奉原則與態度
施達雄牧師有幾項在教會中事奉的原則與態度：
1.       合一是最重要的領導方式：施達雄在景美浸信會帶領執事會時，鮮少進行「表決」，因為他認為在信仰的重大議題上只要有人有不同意見，就不宜做決定，待大家回去禱告後有共同感動方向再一起執行。這樣的「施氏領導風格」讓那幾十年下來的執事會，少有針鋒相對之事。
2.       強調信徒皆祭司：施達雄樂於培育人起來事奉，他免費教授鋼琴，也訓練同工擔任主日學師資，培訓有負擔的人做講台事奉、宣教工作、以及開拓教會。施達雄非常重視教育但也相當關心和愛同工，對事工很願意放手與信任，這也是後來教會快速成長之因，起來事奉的同工和家庭越來越多。
3.       持守政教分離原則：施達雄堅守政教分離立場，即便有候選人來參加主日崇拜，也會要求其不可穿、帶競選的物品，並且於新朋友介紹時只會介紹其大名。他不為任何人背書，只忠心事奉獨一真神。
4.       教會不可作為私人家族企業：教會是上帝的，牧者只是神的僕人，絕對不可以當作私人家族企業來經營。
5.       謙卑與愛人的事奉態度：施達雄從不看自己過人一等，甚至在他拿取神學博士學位後，他不要人叫他博士，他認為「牧師」是他此生最高榮譽，比當博士更光榮，若有人叫他博士，反而把他給叫小叫低了！施達雄每個周末都會邀請神學生和僑生來家裡吃飯，關心他們也謝謝他們的辛勞。甚至後來體貼師母不願她勞累，便帶著大家去外面館子吃飯，總是將最好的給別人。施達雄牧師說：「因為自己清苦過，不願他人有同樣經歷。」有位資深教會會友形容：「施達雄隨時的關懷和禱告，他對你的那份愛，會讓你想不完的！」

## 病痛中事奉與辭世
施達雄在其表現、名聲與學識最高峰之時，卻得到了扁桃腺癌。但因為是第一期還算發現得早，醫師評估後決定採取「化療」與「放射線治療」，這對於身體底子差的施牧師來說實在是恐懼又沮喪。施達雄無意間聽到了【數算恩典】這首詩歌，他回想自己一路走來確實都是主恩典扶持，這一回難道主不再幫他預備恩典嗎？於是他再次站起來勇敢面對化療並且算是被治癒了，然而，過了幾年，當年治療的後遺症開始出現，施達雄罹患慢性肺阻塞，喉頸部纖維化嚴重，甚至影響其吞嚥與呼吸道，施達雄再也不能正常進食，需透過胃管以及後期加裝的呼吸器維持生命所需。施達雄不得不陸續卸下台灣浸信會神學院董事長以及景美浸信會主任牧師一職。但因著教會對施達雄的愛，擬定了「施達雄牧師榮退條款」，使他繼續住在教會六樓牧師宿舍，並且為「終生榮譽顧問牧師」。
退休後施達雄牧師陷入更深的低潮，因為配戴呼吸器使他失去了說話的能力，對於一個熱愛講台事奉的牧者是相當大的打擊。有一天，施牧師在一篇衛教文章中看到他被歸類為三等病人，也就是：等吃、等死、等睡，施達雄在憤怒中覺醒，向上帝呼喊自己要做個「一等」病人，他要專一等候神，看上帝還要他做什麼。他便被神啟示他可用文字繼續牧養與傳講神的話。因此，就開始每兩周一篇文章夾在教會週報裡，到了2006年集結成書──《老牧人與你談心》以及2008年《在六樓牧羊》，一直到他身體走下坡，2016年8/8清晨辭世。並於2016年8/20上午11點在景美浸信會舉辦施達雄入殮追思禮拜。
自2009年起，施達雄牧師之子－施以諾，創立雄善文學獎，獎名取材自施達雄牧師與其妻鄭淑善師母，為的是鼓勵青年寫作，提升華人年輕人的文字事工，同時也是華人圈第一個針對35歲以下年輕人所辦的跨國籍中文基督教文學獎。

## 學歷
台灣浸信會神學院聖樂系畢業
台灣浸信會神學院神學學士
輔仁大學神學院神學學士
香港浸信會神學院宗教教育碩士
亞洲浸信會神學研究院神學博士

## 經歷
台灣浸信會神學院董事長
中華浸信會聯會主席
台灣浸信會神學院兼任教授
香港浸信會神學院客座教授
景美浸信會主任牧師
景美浸信會榮譽牧師
藝人之家義務牧師
華視《迎新》電視節目講員

## 著作
| 出版年  | 書名                                       | 出版社               |
| 1970    | 我們的時代                                 | 聞道出版社           |
| 1970    | 單路程的信仰                               | 浸信會出版社         |
| 1970    | 詩歌中的信息                               | 浸信會出版社         |
| 1970    | 主禱文的再思                               | 浸信會出版部         |
| 1971    | 聖誕精神                                   | 聞道出版社           |
| 1971    | 讀書與做人                                 | 聞道出版社           |
| 1971    | 太平天國與基督教                           |                      |
| 1972    | 雅各書講壇                                 | 浸信會出版社         |
| 1973    | 現代人的禮貌                               | 聞道出版社           |
| 1976    | 主耶穌的比喻                               | 浸信會出版社         |
| 1976    | 充滿希望的人生                             | 浸信會出版社         |
| 1977    | 活的信仰                                   | 浸信會出版部         |
| 1980    | 朝見上帝：「崇拜」的再思                   | 中國主日學協會       |
| 1980    | 如何準備講道                               | 中國主日學協會       |
| 1980    | 學祂的樣式                                 | 浸信會出版社         |
| 1982    | 傾福於你                                   | 中國主日學協會       |
| 1982    | 最偉大的神蹟                               | 中國主日學協會       |
| 1983    | 邁向成熟                                   | 論壇出版社           |
| 1983    | 生之態度                                   | 中國主日學協會       |
| 1983    | 詩歌中的信息                               | 浸信會出版部         |
| 1984    | 成功在望                                   | 論壇出版社           |
| 1984    | 上帝知道                                   | 中國主日學協會       |
| 1985    | 做一個高品質的人彼得的生平與信息           | 中國主日學協會       |
| 1985    | 活得更喜樂：腓利比書信息                   | 中國主日學協會       |
| 1986    | 為什麼站著望天：使徒行傳信息               | 中國主日學協會       |
| 1986    | 重來：成長的機會                           | 中國主日學協會       |
| 1987    | 心存善意                                   | 中國主日學協會       |
| 1987    | 做個現代智慧人                             | 中國主日學協會       |
| 1988    | 使自己更好：八福的再思                     | 浸信會出版社         |
| 1988    | 做一個好基督徒主禱文的沉思                 | 浸信會出版社         |
| 1989    | 我愛我家                                   | 天恩出版社           |
| 1989    | 活的更美                                   | 中國主日學協會       |
| 1990    | 凡有耳的救應當聽啟示錄七封信函的再思       | 天恩出版社           |
| 1990    | 信仰成為生活：羅馬書十二至十六章之精緻講章 | 浸信會出版社         |
| 1990    | 成熟人生                                   | 天恩出版社           |
| 1991    | 從自己做起：十二門徒生平的省思             | 浸信會文字中心       |
| 1992    | 道理的開端                                 | 永望文化事業有限公司 |
| 1992    | 信得更真                                   | 天恩出版社           |
| 1994    | 實用講道法                                 | 中國主日學協會       |
| 1994    | 與上帝立約                                 | 浸信會出版社         |
| 1995    | 基督的傳人                                 | 浸信會出版社         |
| 1996    | 從心開始                                   | 中華浸信會出版社     |
| 1998    | 耶穌所講的比喻：對這個時代的意義           | 中華浸信會出版社     |
| 2000    | 用真道栽培自己                             | 橄欖出版社           |
| 2001    | 信仰生活100訣                              | 救世傳播協會         |
| 2001    | 上帝的教會，向前進！                       | 中華浸信會出版社     |
| 2001    | 心靈快餐                                   | 橄欖出版社           |
| 2002    | 主之所欲長在我心                           | 橄欖出版社           |
| 2002    | 用真道栽培自己                             | 橄欖出版社           |
| 2006    | 老牧人與你談心                             | 橄欖出版社           |
| 2008    | 在六樓牧羊：老牧人的叮嚀                   | 橄欖出版社           |
| 2009    | 耶穌所講的比喻：對這個時代的意義           | 橄欖出版社           |
| 2010    | 耶穌門徒生平的省思                         | 主流出版有限公司     |
| 2011.12 | 活出天國八福：喜樂、幸福人生的八個秘訣     | 主流出版有限公司     |
| 2012.12 | 邁向成熟：聖經雅各書教你活出基督生命       | 主流出版有限公司     |
| 2013.5  | 活出信仰：羅馬書十二至十五章之生活信息     | 主流出版有限公司     |

## 影音資料
施達雄牧師證道精華選I:主禱文的沉思（橄欖出版，2003年）
「迎新」短講集錦［影音光碟(DVD)］（救世傳播協會出版）
施達雄牧師榮退感恩禮拜實況（景美浸信會，2002年）
使他走當行的道［錄音］（1998年）
傳道人的家庭(師母的角色)［錄音］（1985年）
施達雄牧師「治癌的心路歷程」［錄音］（救世傳播協會出版，1993年）
從自己做起：十二門徒生平的省思［錄音］（浸信會大眾傳播中心出版，1991年）
主禱文［錄音］（景美浸信會，1988年）